# Gustav Kirchhoff
Gustav Robert Kirchhoff (Königsberg,nacido 12 de marzo de 1824-Berlín,fallecido 17 de octubre de 1887) fue un físico prusiano, cuyas principales contribuciones científicas se centraron en los campos de los circuitos eléctricos, la teoría de placas, la óptica, la espectroscopia y la emisión de radiación del cuerpo negro.
Inventó el espectroscopio y junto con Robert Bunsen descubrió el rubidio y el cesio por métodos espectrales. Identificó la raya D del espectro solar como la producida por sodio vaporizado. Descubrió las leyes generales que rigen el comportamiento de un circuito eléctrico. Se dedicó al estudio de la termodinámica y realizó investigaciones sobre la conducción del calor. Estudió los espectros del Sol, de las estrellas y de las nebulosas, confeccionando un atlas del espacio y demostró la relación existente entre la emisión y la absorción de la luz por los cuerpos incandescentes.
Kirchhoff propuso el nombre de radiación de cuerpo negro en 1862. Es responsable de dos conjuntos de leyes fundamentales, en la teoría clásica de circuitos eléctricos y en la emisión térmica. Aunque ambas se denominan Leyes de Kirchhoff, probablemente esta denominación es más común en el caso de las Leyes de Kirchhoff de la ingeniería eléctrica.

## Biografía
El padre de Gustav Kirchhoff era Friedrich Kirchhoff, un abogado en Königsberg que tenía un alto sentido del deber hacia el Estado prusiano. Su madre se llamaba Johanna Henriette Wittke. La familia formaba parte de la floreciente comunidad intelectual de Königsberg, y Gustav, el hijo más capaz de los Kirchhoff, fue criado con la creencia de que el servicio a Prusia era el único camino abierto para él. En ese tiempo los profesores universitarios eran también funcionarios públicos, así que los padres de Gustav creyeron que ser un profesor universitario representaba la posición adecuada donde alguien con altas habilidades académicas podía servir a Prusia.
Dadas las facultades académicas de Gustav demostradas en la escuela, su futura carrera continuó de forma natural. Kirchhoff fue educado en Königsberg, donde se matriculó en la Universidad Albertus, que había sido fundada en 1544 por Albert, el primer duque de Prusia. Franz Ernst Neumann y Carl Gustav Jacob Jacobi habían instaurado conjuntamente un seminario de física matemática para introducir a sus alumnos a los métodos de investigación. Kirchhoff asistió a dicho seminario de 1843 a 1846. Sin embargo, 1843 fue el año en que Jacobi llegó a estar indispuesto, y fue Neumann quien influyó a Kirchhoff de forma muy positiva. Los intereses de Neumann estaban en un principio enfocados en la física matemática, pero en el tiempo en que Kirchhoff empezó a estudiar en Königsberg, Neumann centró su interés hacia la inducción eléctrica. De hecho, Neumann publicó el primero de sus dos estudios especializados en inducción en 1845, mientras Kirchhoff estudiaba con él. Kirchhoff fue instruido en matemáticas en la Universidad de Königsberg por Friedrich Jules Richelot. Mientras estaba estudiando con Neumann, Kirchhoff hizo su primera contribución sobresaliente en la  investigación relacionada con las corrientes eléctricas.
En 1847, Kirchhoff se graduó en la Universidad de Königsberg y se mudó a Berlín en un momento en el que la situación estaba llena de tensiones, principalmente debido a la pobreza de condiciones en la Confederación Alemana. El desempleo y las malas cosechas, entre otras cosas, provocaron disturbios, y Luis Felipe I de Francia fue destronado por una sublevación en París en febrero de 1848, causando grandes revoluciones en varios Estados alemanes y conflictos en Berlín. Los sentimientos socialistas y republicanos ponían en peligro la monarquía, pero Kirchhoff gozaba de una posición privilegiada y no se vio muy afectado por los acontecimientos a su alrededor, de modo que siguió adelante con su carrera.
Enseñó en Berlín como privatdozent en un puesto sin paga de 1848 a 1850, y mientras trabajaba ahí corrigió lo que hasta ese momento se creía respecto a las corrientes eléctricas y electrostáticas. Dejó Berlín y se trasladó a Breslavia, actualmente Wrocław, al ser nombrado profesor extraordinario en este universidad. En ese mismo año, resolvió varios problemas concernientes a la deformación de placas elásticas. Una teoría temprana había sido desarrollada por Sophie Germain y Siméon Denis Poisson, pero fue Claude-Louis Navier quien dio la ecuación diferencial correcta unos años después. De cualquier manera los problemas restantes fueron resueltos por Kirchhoff usando cálculo diferencial.
También en Wroclaw conoció al químico Robert Bunsen, quien pasó ahí un año académico de 1851 a 1852 y se volvió su asiduo amigo. En 1854, Bunsen trabajaba en Heidelberg y motivó a Kirchhoff para que se mudase allí, cosa que finalmente hizo al aceptar el nombramiento de profesor de física, y colaboró de ahí en adelante con Bunsen de forma fructífera. Kirchhoff participó en el círculo reunido alrededor del físico Hermann von Helmholtz, que generó bastante expectación en Heidelberg. En 1857 se casó con Clara Richelot, hija de su profesor de matemáticas de Königsberg.

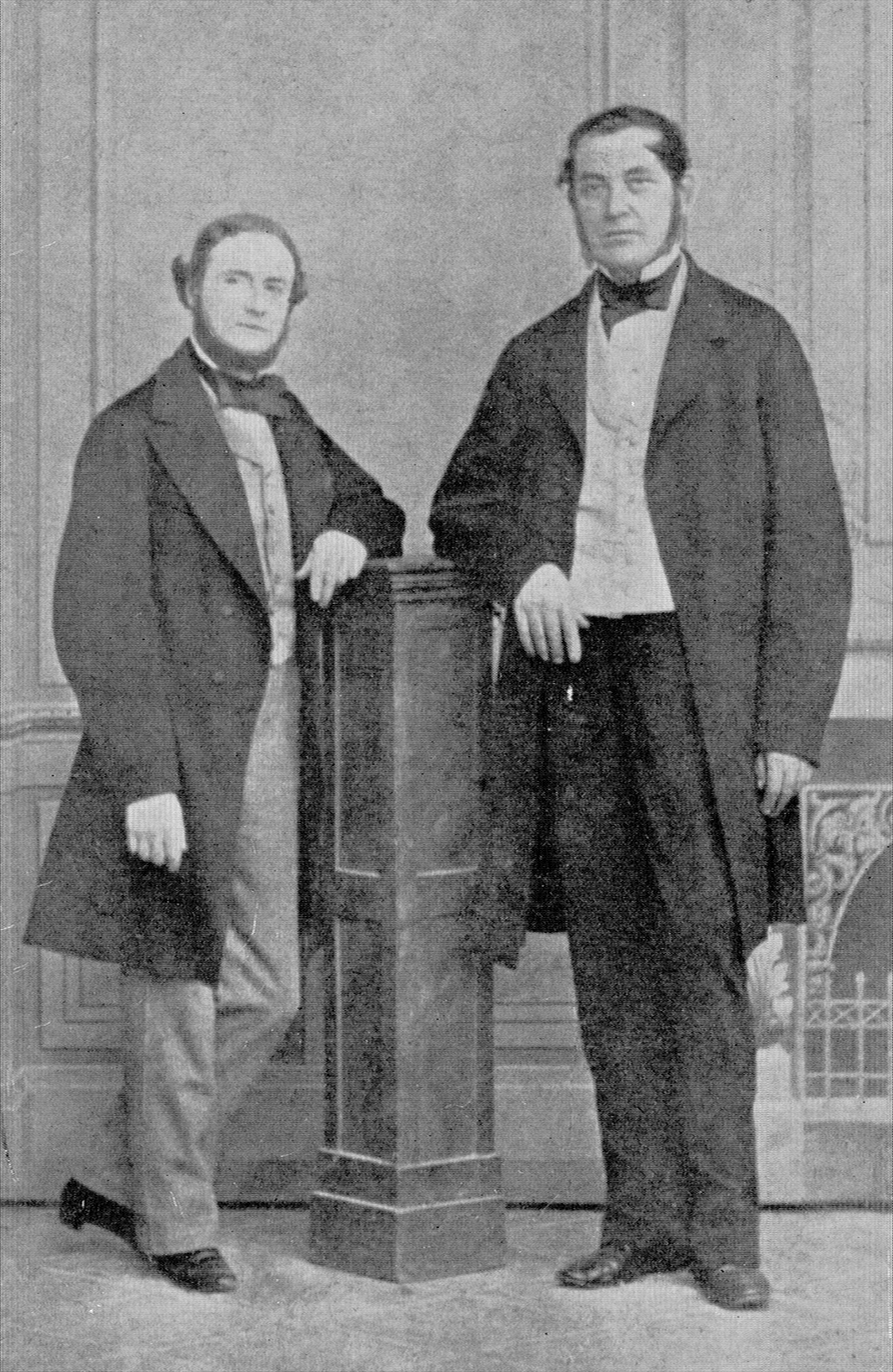
Kirchhoff (izquierda) y Robert Bunsen, hacia 1850.

El trabajo de Kirchhoff en la radiación del cuerpo negro fue fundamental para el desarrollo de la teoría cuántica. El astrónomo y físico Joseph von Fraunhofer había observado las líneas brillantes en el espectro producido por las llamas y notó que aparecían en frecuencias similares a las líneas oscuras en el espectro del Sol. Para hacer un mayor progreso, se requerían disponer de muestras puras de esas sustancias, pues al contener impurezas se producía una imagen confusa de las líneas. Kirchhoff fue capaz de hacer ese importante avance, produciendo las formas puras de las sustancias estudiadas, y en 1859 pudo darse cuenta de que cada elemento tenía características únicas en el espectro. Presentó su ley de la radiación enunciando lo descubierto, diciendo que para un átomo o molécula dada, la emisión y absorción de frecuencias son las mismas. Fue uno de los fundamentos de la futura espectroscopia (ver Historia de la espectroscopia).
Kirchhoff y Bunsen estudiaron el espectro del Sol en 1861, identificando los elementos químicos de la atmósfera solar y descubriendo dos nuevos elementos en el transcurso de sus investigaciones, el cesio y el rubidio.
También contribuyó a la óptica, resolviendo cuidadosamente la ecuación de onda para proporcionar una base sólida para el principio de Huygens (y corregirlo en el proceso) enunciado por el astrónomo, matemático e inventor neerlandés Christiaan Huygens.
En 1864, fue elegido miembro de la American Philosophical Society, Sociedad Filosófica Estadounidense.
En 1884, se convirtió en miembro extranjero de la Real Academia de Artes y Ciencias de los Países Bajos.
Kirchhoff es conocido por ser el primero en explicar las líneas oscuras del espectro del Sol como resultado de la absorción de longitudes de onda particulares conforme la luz pasa a través de los gases presentes en la atmósfera solar, revolucionando con ello la astronomía.
Con Clara, su primera esposa, tuvo tres hijos y dos hijas, que crio solo al morir Clara en 1869, labor que se le dificultó con una discapacidad que le obligó a pasar gran parte de su vida usando muletas o en silla de ruedas. En 1872 se casó con Luise Brömmel, originaria de Goslar, en Heidelberg, lugar en el que permaneció a pesar de recibir ofertas de otras universidades.
A medida que su salud empeoraba, le resultaba más difícil practicar la experimentación, y por ello en 1875, cuando le fue ofrecida la cátedra de física matemática en Berlín, la aceptó, puesto que le permitía continuar haciendo contribuciones a la enseñanza y la investigación teórica sin que afectara a su precaria salud. Su tratado más conocido, publicado después de que dejara la cátedra en Berlín, es su obra maestra de cuatro volúmenes Vorlesungen über mathematische Physik (Conferencias sobre física matemática). (1876-1894).

## Las tres leyes de la espectroscopía de Kirchhoff

Representación visual de las leyes de espectroscopia de Kirchhoff.

Propuso las tres leyes empíricas que describen la emisión de luz por objetos incandescentes:
1. Un objeto sólido caliente produce luz en un espectro continuo.
2. Un gas tenue produce luz con líneas espectrales en longitudes de onda discretas que dependen de la composición química del gas.
3. Un objeto sólido a alta temperatura rodeado de un gas tenue a temperaturas inferiores produce luz en un espectro continuo con huecos en longitudes de onda discretas cuyas posiciones dependen de la composición química del gas.

La justificación de estas leyes fue dada más tarde por el físico Niels Bohr, contribuyendo decisivamente al nacimiento de la mecánica cuántica.

## Las dos leyes de la electricidad de Kirchhoff
Las dos leyes de la electricidad de Kirchhoff son consecuencia de los principios de conservación de la carga y de la energía.
- Primera Ley de Kirchhoff, también llamada ley de los nudos (o nodos): la suma de corrientes que entran a un nudo es igual a la suma de las que salen (Todas las corrientes entrantes y salientes en un nudo suman 0). Para un metal, en el que los portadores de carga son los electrones, la anterior afirmación equivale a decir que los electrones que entran a un nudo en un instante dado son numéricamente iguales a los que salen. Los nudos no acumulan carga (electrones).

- Segunda Ley de Kirchhoff, también llamada ley de las mallas: la suma de caídas de tensión en un tramo que está entre dos nudos es igual a la suma de caídas de tensión de cualquier otro tramo que se establezca entre dichos nudos.

## Fórmula de la difracción de Kirchhoff
La fórmula de la difracción de Kirchhoff describe el comportamiento de un frente de ondas que atraviesa una abertura pequeña. En su deducción interviene el teorema integral de Kirchhoff, basado en las identidades de Green, nombradas así en honor del matemático británico George Green.

## Ley de termoquímica de Kirchhoff
Kirchhoff demostró en 1858 que, en termoquímica, la variación del calor de una reacción química viene dada por la diferencia de capacidad calorífica entre productos y reactivos, a presión constante:
{\displaystyle \left({\frac {\partial \Delta H}{\partial T}}\right)_{p}=\Delta C_{p}}.
La integración de esta ecuación permite la evaluación del calor de reacción a una temperatura a partir de mediciones a otra temperatura.

## Teorema de Kirchhoff en teoría de grafos
Kirchhoff también trabajó en el campo matemático de la teoría de grafos, en el que demostró el teorema del árbol matricial de Kirchhoff.

## Algunas publicaciones
- Chemische Analyse durch Spectralbeobachtungen. In: Annalen der Physik und Chemie 110 (=186) (6) 1860, : 161-189 (con Robert Bunsen) Univ. Heidelberg, 2013.
- Chemische Analyse durch Spectralbeobachtungen. Zweite Abhandlung. In: Annalen der Physik und Chemie 113 (=189) (7) 1861, : 337–381 (con Robert Bunsen).
- Über das Ziel der Naturwissenschaften. Prorektoratsrede an der Universität Heidelberg de 22 de noviembre de 1865. Univ. Heidelberg, 2013.
- Gesammelte Abhandlungen. Johann Ambrosius Barth, Leipzig 1882, editó Ludwig Boltzmann.
- Gesammelte Abhandlungen. Nachtrag. Johann Ambrosius Barth, Leipzig 1891, editó Ludwig Boltzmann.
- Vorlesungen über mathematische Physik. 4 v. B. G. Teubner, Leipzig 1876–1894.
  - V. 1: Mechanik. 1.ª ed. B. G. Teubner, Leipzig 1876.
  - V. 2: Mathematische Optik. B. G. Teubner, Leipzig 1891, editó Kurt Hensel.
  - V. 3: Electricität und Magnetismus. B. G. Teubner, Leipzig 1891, editó Max Planck.
  - V. 4: Theorie der Wärme. B. G. Teubner, Leipzig 1894, editó Max Planck.

## Premios y reconocimientos
- 1868: Miembro de la Real Sociedad de Edimburgo.
- 1875: Miembro de la Real Sociedad de Londres.
- 1877: Medalla Matteucci
- 1877: Medalla Davy
- 1887: Medalla Janssen (a título póstumo)

## Eponimia
- El cráter lunar Kirchhoff lleva este nombre en su memoria.[10]
- El asteroide (10358) Kirchhoff también conmemora su nombre.[11]